# SN 2010cx
SN 2010cx – supernowa typu II odkryta 5 maja 2010 roku w galaktyce A130031+4144. W momencie odkrycia miała maksymalną jasność 18,30m.